# Palazzo Schwarzenberg
Palazzo Schwarzenberg è un palazzo barocco di Vienna situato di fronte alla piazza omonima, nel III distretto (Landstraße).

## Storia

### La costruzione del palazzo
La costruzione del palazzo ebbe inizio nel 1697 sotto la direzione dell'architetto Johann Lucas von Hildebrandt. La costruzione venne supervisionata inoltre da Anton Erhard Martinelli.
Il committente dell'opera era il conte Heinrich-Franz von Mansfield, principe di Fondi e grande comandante militare, il quale intendeva rivaleggiare con un altro grande personaggio della guerra contro i turchi appena conclusasi, il principe Eugenio di Savoia che proprio a Vienna, nei medesimi anni, stava facendo costruire il Palazzo del Belvedere. L'acquisto iniziale del terreno per la costruzione del palazzo fu poco dispendiosa in quanto l'area era stata saccheggiata quattordici anni prima dai turchi che avevano invaso Vienna e da allora l'area era rimasta incolta.

### Lo splendore del Settecento

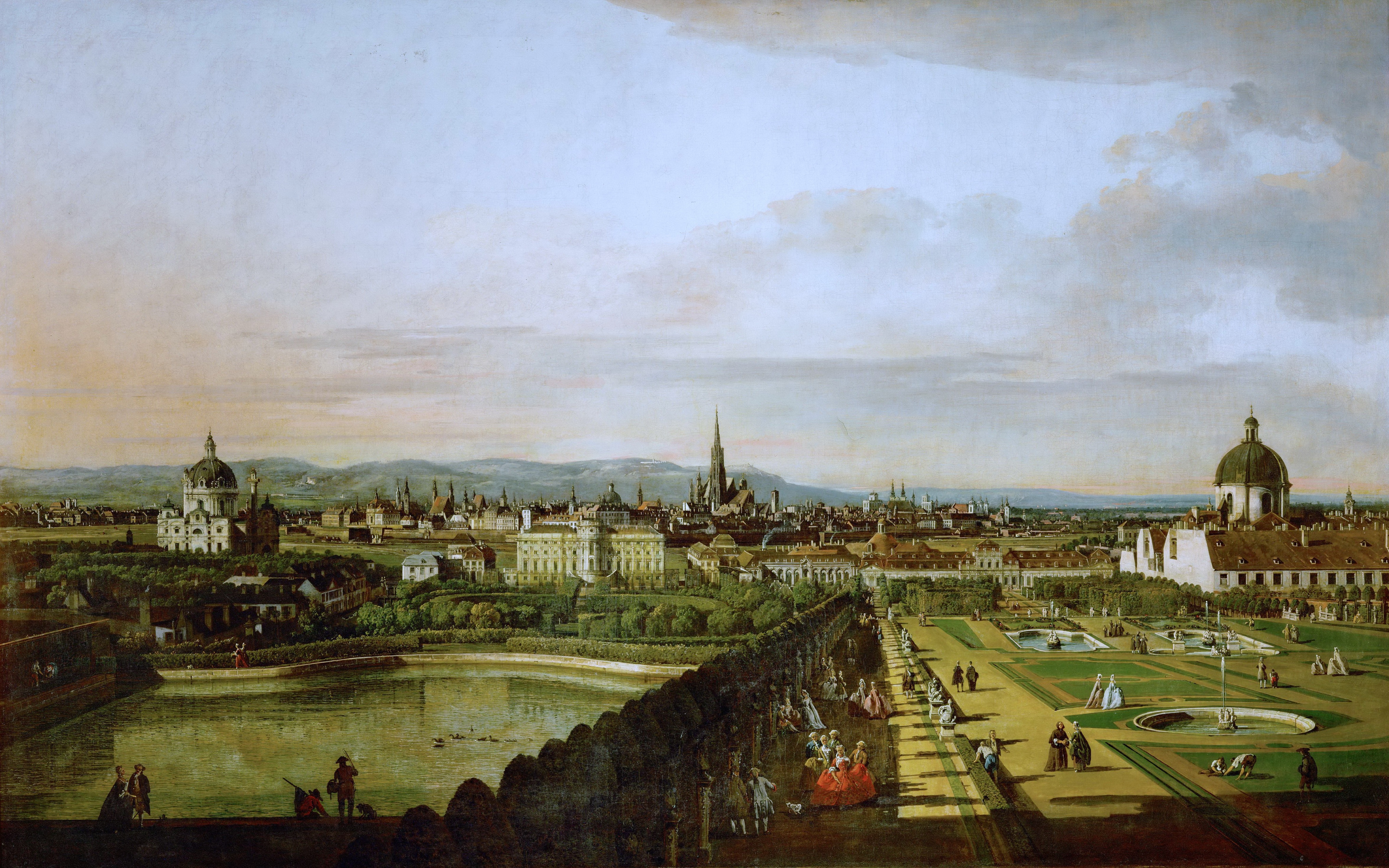
Veduta di Vienna dal Palazzo del Belvedere in un dipinto settecentesco di Bernardo Bellotto: si noti in primo piano sulla sinistra Palazzo Schwarzenberg.

Purtroppo, prima che venisse terminata la costruzione, von Mansfield morì ed i suoi eredi, nel 1715 vendettero la proprietà col palazzo in costruzione ad un influente uomo politico, il principe Adam Franz Karl von Schwarzenberg. La famiglia Schwarzenberg, originaria della Boemia, intendeva trasferire il centro del proprio potere a Vienna dopo i recenti successi bellici e come tale l'opportunità dell'erigendo palazzo fu un vero colpo di fortuna. Con il grande potere finanziario accumulato dagli Schwarzenberg, il progetto venne affidato al celebre architetto Johann Bernhard Fischer von Erlach il quale, dopo una serie di variazioni, portò a termine la costruzione nel 1728. Fu sempre questo architetto a progettare inoltre i grandi giardini barocchi sul retro con un complesso sistema di pompe idrauliche (le prime nell'Impero) per il funzionamento delle molte fontane. Nel 1751 vennero aggiunte anche la scuola di cavalleria e l'orangerie. Una delle sale più importanti e indubbiamente più ricche nelle decorazioni è la Marmorgalerie (galleria di marmo). Durante tutto il Settecento il palazzo, noto per il suo splendore, divenne una delle mete preferite dell'aristocrazia viennese.

### Ultimi ritocchi e il palazzo oggi

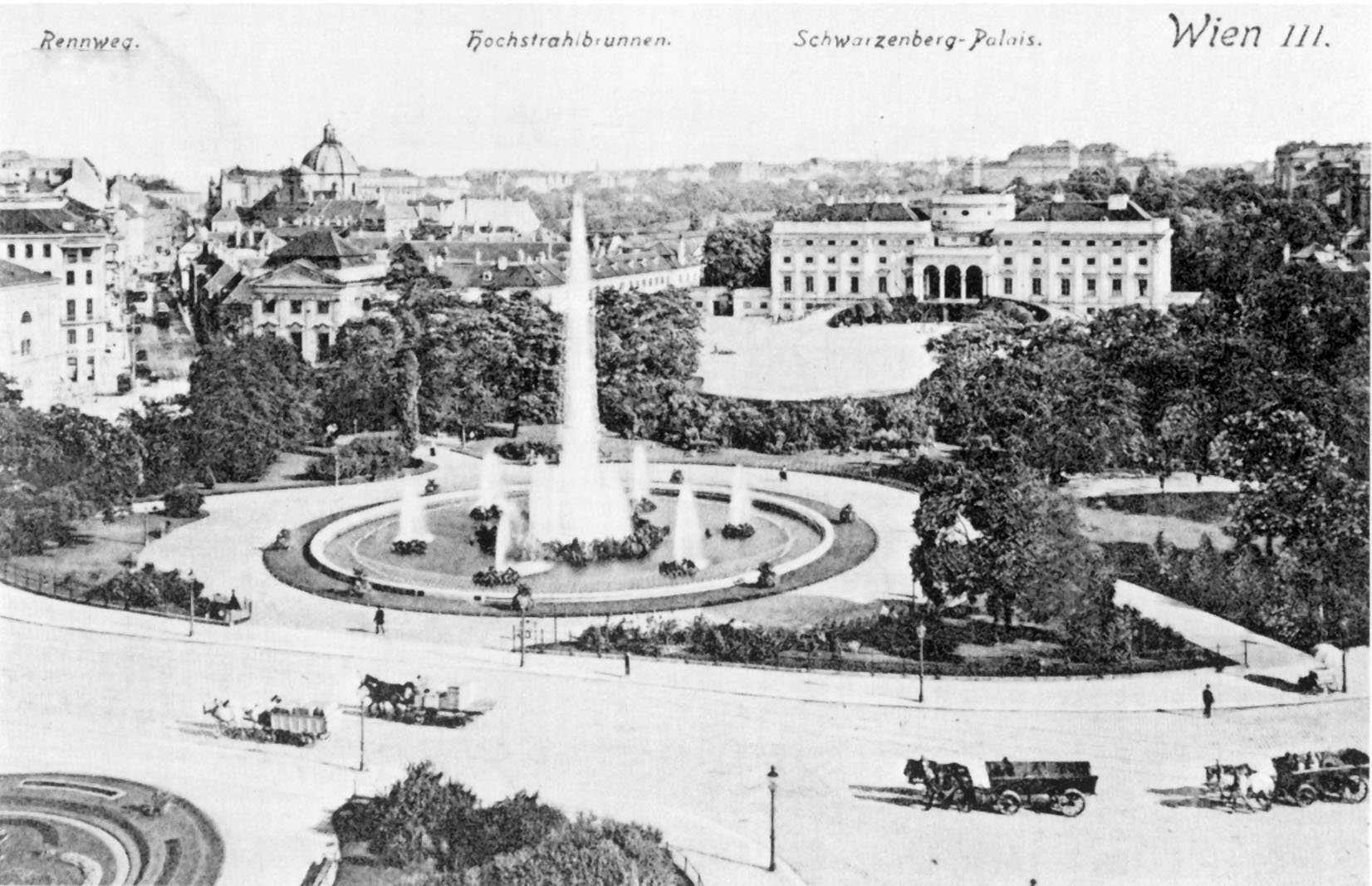
La Schwarzenbergplatz con la grande Hochstrahlbrunnen eretta di fronte al palazzo in una cartolina di fine Ottocento.

Nel XIX secolo, gran parte dell'originario parco barocco del Palazzo Schwarzenberg venne modificato per fare spazio ad un giardino all'inglese, più spontaneo e senza i parterre tipici dell'architettura barocca per giardini. Nel medesimo periodo, inoltre, venne terminato anche un lungo acquedotto che portava l'acqua a Vienna direttamente dalle alpi della Stiria e un collegamento venne stabilito anche per il palazzo ove venne costruita una grande fontana sul fronte del palazzo, la Hochstrahlbrunnen.
Durante la Seconda guerra mondiale il palazzo venne danneggiato da alcuni bombardamenti ma venne presto riparato nel dopoguerra. I sovietici che occuparono Vienna dopo il crollo del nazismo, fecero erigine presso il Palazzo Schwarzenberg un memoriale dedicato ai soldati russi caduti durante i conflitti per la liberazione dell'Austria.
Oggi, parte della struttura è stata adibita ad un hotel a cinque stelle realizzato dallo sceicco Mohamed Bin Issa Al Jaber (chiuso sino al 2012 per restauri) ed è anche utilizzato dall'amministrazione comunale di Vienna per festival ed eventi.
Un altro Palazzo Schwarzenberg si trova a Praga, presso un'altura non lontana dalla cattedrale della città.